# Kostel svatého Jana Křtitele (Paštiky)
Kostel sv. Jana Křtitele se nachází v malé vesničce Paštiky v jižních Čechách, dva kilometry severovýchodně od města Blatná. Je filiálním kostelem římskokatolické farnosti Blatná. Kostel je kulturní památka České republiky. Památková ochrana se vztahuje na celý areál, včetně barokní kaple (hrobky) a hřbitovní ohradní zdi.

## Historie
Byl vystavěn v letech 1747–1753 na místě někdejšího gotického kostelíka. Stavebníkem byla Anna Marie Alžběta Františka. Serenyová-Valdštejnová. Kostel byl postaven podle plánů barokního mistra Kiliána Ignáce Dientzenhofera.  Vnitřní výzdoba, ve stejném slohu jako exteriér stavby, je dílem řezbáře Ferdinanda Ublakera a malíře J. V. Spitzera také z poloviny 18. století.

## Popis
Jde o jednolodní stavbu se čtvercovým kněžištěm, obojí bohatě členěno římsami a pilastry. Loď je oddělena klenutým obloukem, její zakončení tvoří kruchta s rokokovými varhanami. Vnější zdi kostela s věží jsou zdobené dalšími mohutnými a bohatě členěnými římsami. Nad vchodem do areálu kostela se nacházejí dvě žulové plastiky lebek, tzv. „Paštická smrt“. V březnu 2020 byly ukradeny, ale v noci z 21. na 22. března 2020 je někdo vrátil ke kostelu.
U kostela se nachází hřbitov, jehož východní konec střeží brána zdobená kamennými lebkami a pohárem. Hřbitovní kaple je rovněž postavena podle Dientzenhoferových plánů, pod ní se nachází krypta. V polovině 19. století byla tato kaple upravena na rodinnou hrobku rodu Hildprandtů, pánů z Blatné.
Umístění kostela v krajině na vysoké terase s dvojitým schodištěm a jeho architektura ze sklonku Dientzenhoferova života je harmonickým dílem tří význačných barokních umělců své doby.

### Program záchrany architektonického dědictví
V rámci Programu záchrany architektonického dědictví bylo v letech 1995-2014 na opravu kostela čerpáno 4 570 000 Kč.
| rok    | 1998  | 1999  | 2000 | 2001 | 2002 | 2003 |
| ------ | ----- | ----- | ---- | ---- | ---- | ---- |
| částka | 1 000 | 1 000 | 900  | 790  | 600  | 280  |

### Projekt obnovy kostela sv. Jana Křtitele v Paštikách za účelem jeho zpřístupnění návštěvníkům
V letech 2018–2019 proběhla rekonstrukce objektu v rámci projektu financovaného z prostředků EU a farnosti Blatná (přes 20 milionů korun). Obnovou prošly mimo jiné krovy a fasády objektů v areálu, vitrážová okna, zdi a chodníky, nová věžní kopule byla pozlacena a její 250 let staré originály soch svaté Alžběty a svatého Josefa nahradily repliky. Obsahuje pamětní listiny s mincemi a seznamem zdejších dětí narozených v roce 2019.

## Galerie

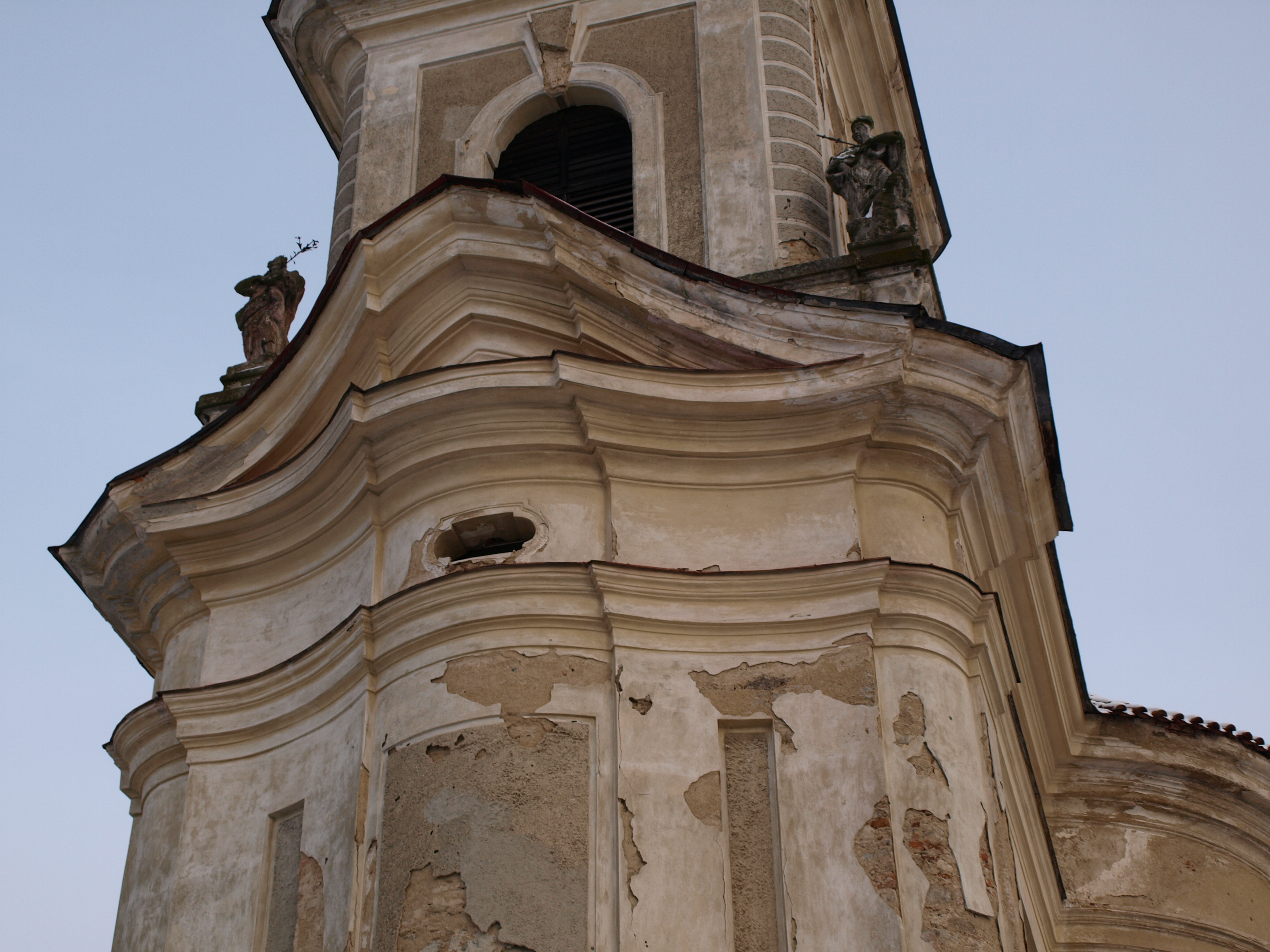
Stav v roce 2010
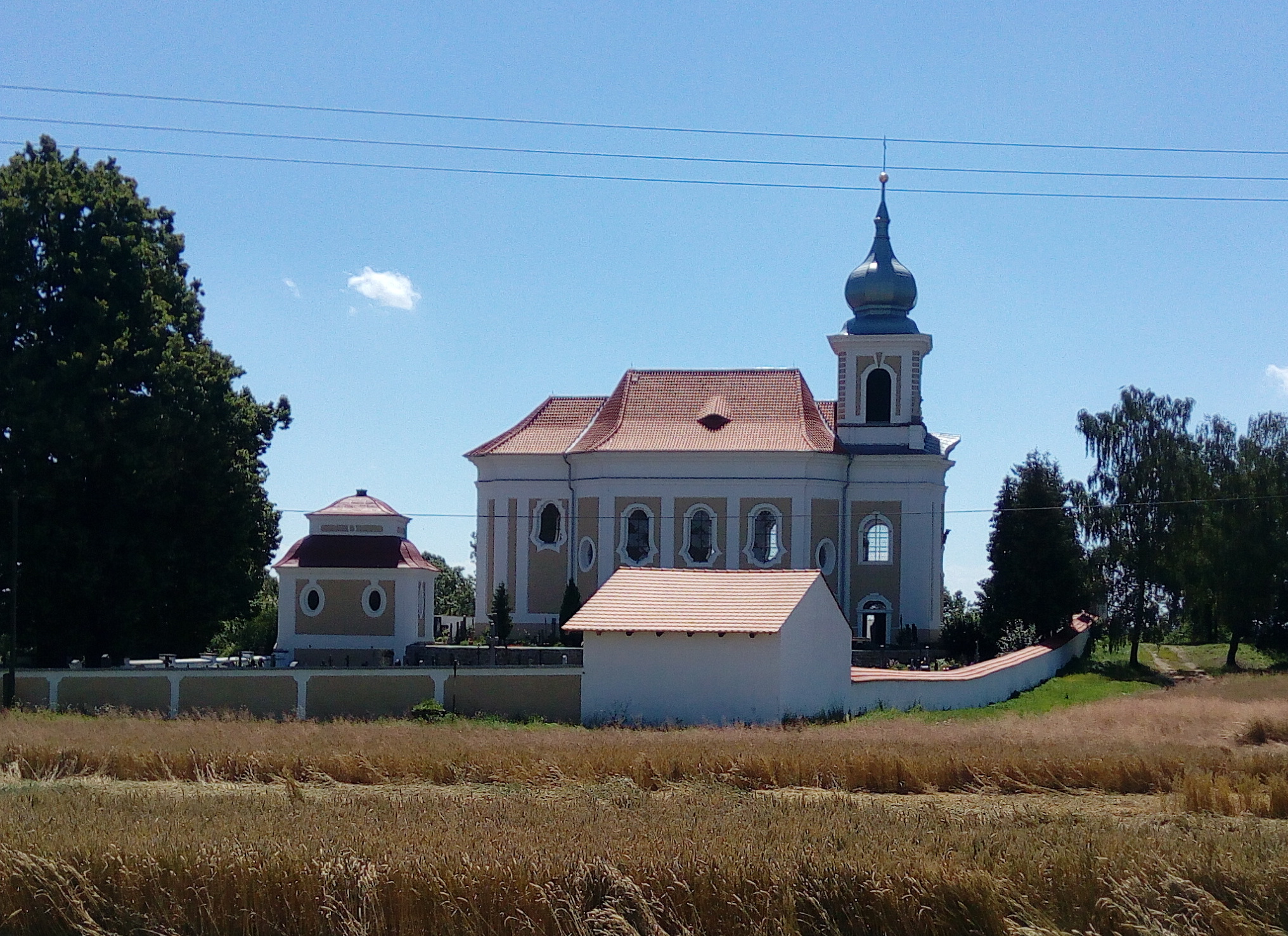
Komplex od severozápadu
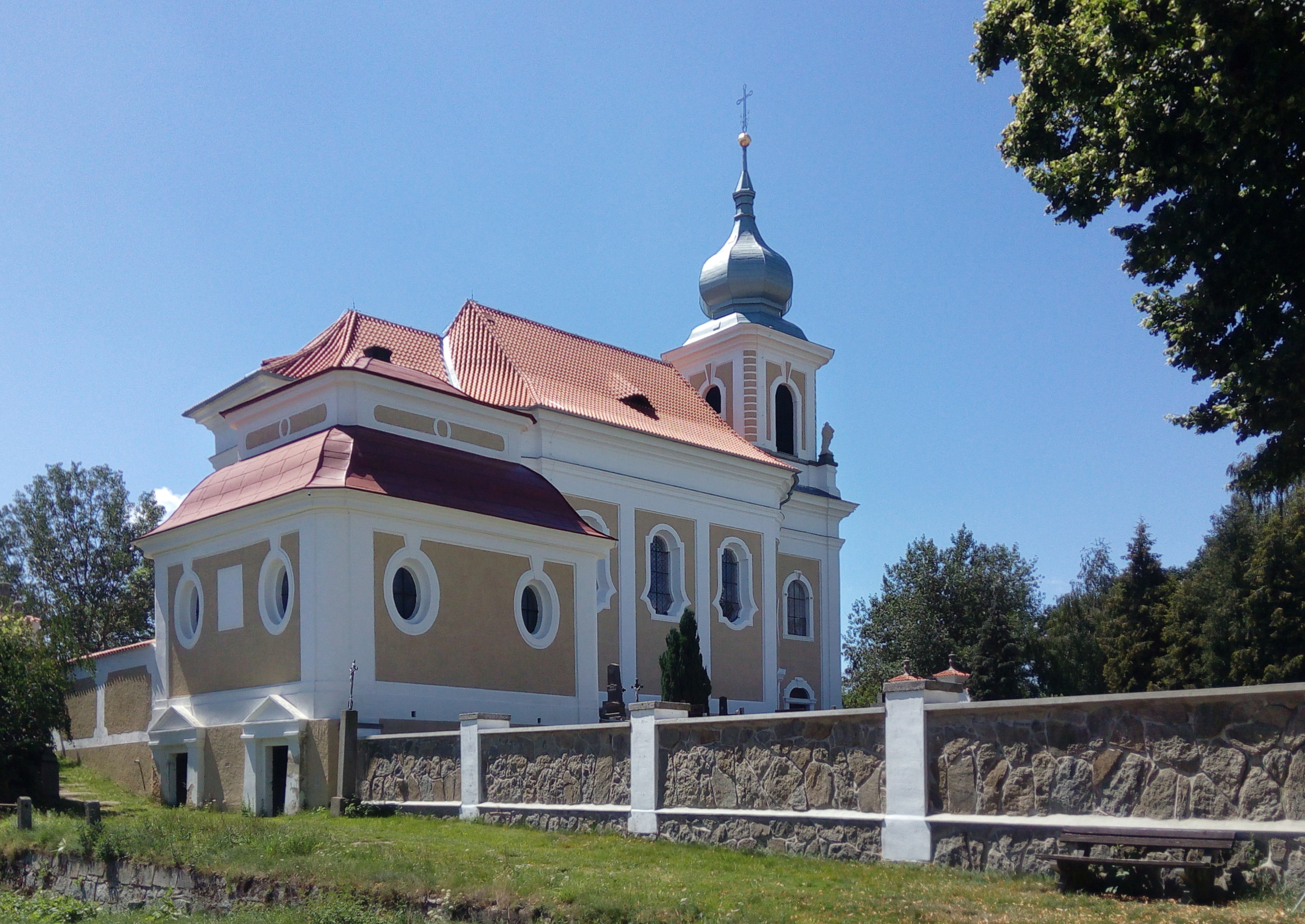
Pohled od severu
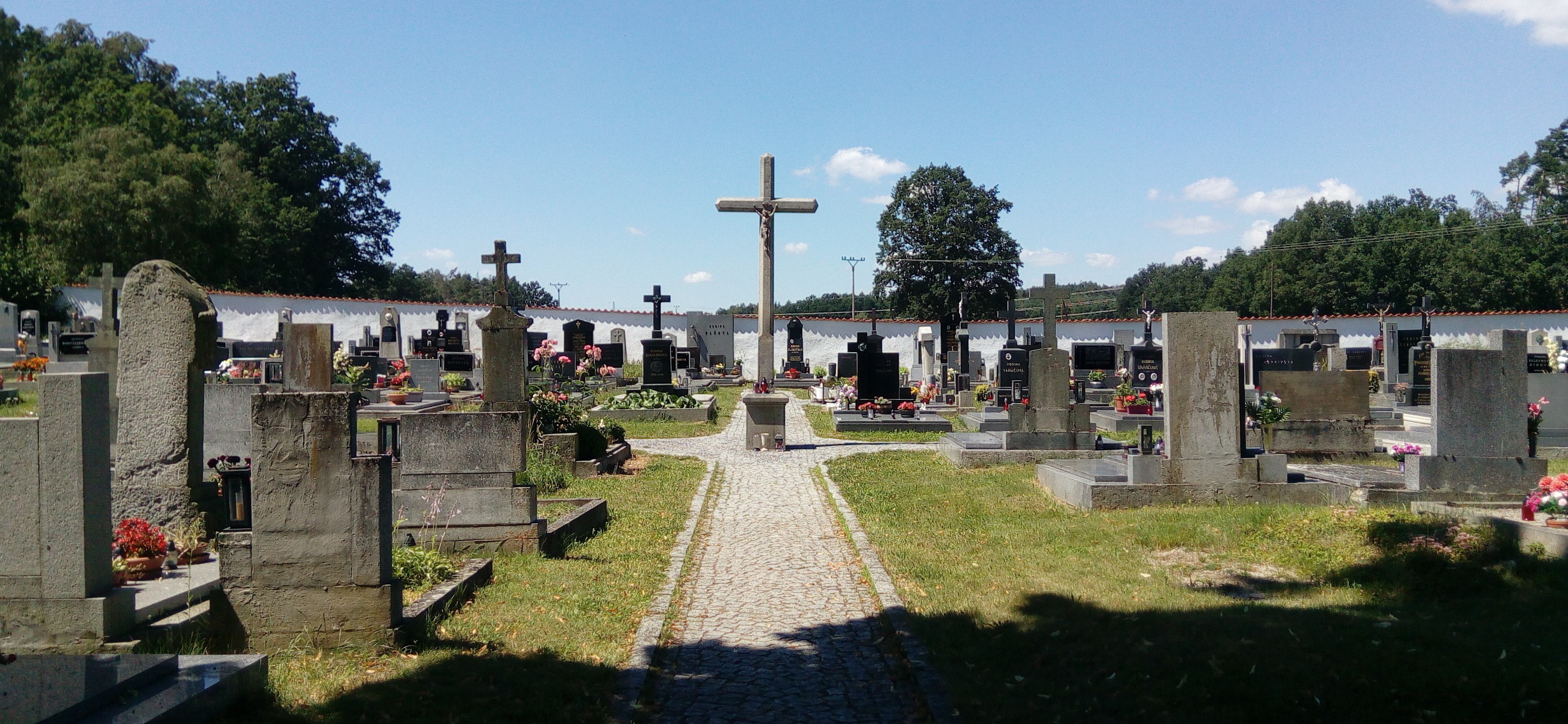
Hřbitov u kostela
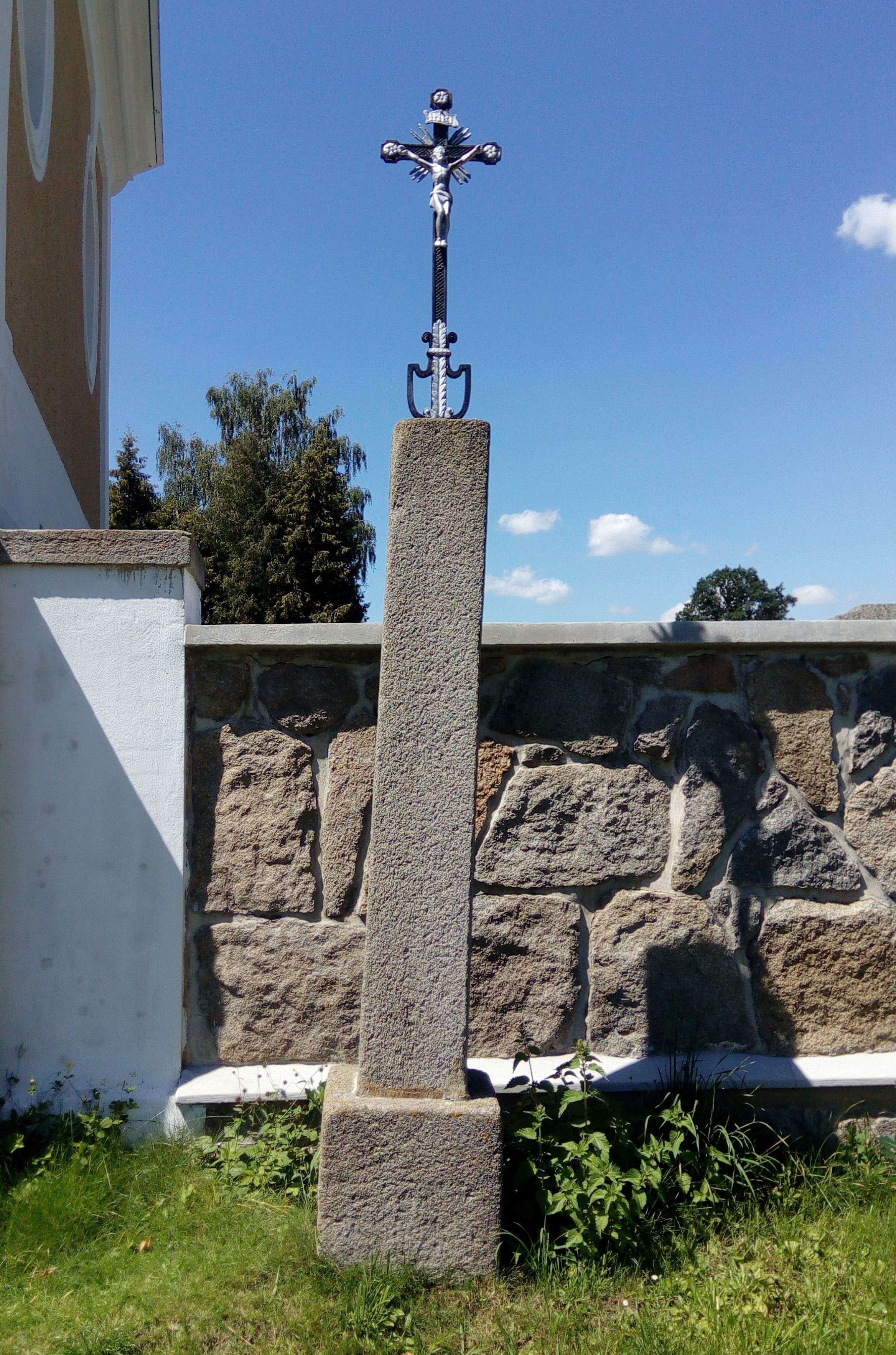
Kříž u hřbitovní zdi